# 緬甸棱背龜
緬甸棱背龜（學名：Batagur trivittata）是潮龜屬下的一種龜。
在2002年於緬甸重新發現之前一直被認為已經滅絕。現在這種龜依然很稀有，不過在緬甸曼德勒和蒲甘經過保育，已經成功繁育到數百隻。